# Autobahndirektion Nordbayern
Die Autobahndirektion Nordbayern (ABDNB) war bis zum 31. Dezember 2020 eine dem Bayerischen Staatsministerium für Wohnen, Bau und Verkehr nachgeordnete zentrale Landesbehörde mit Hauptsitz in Nürnberg und Dienststellen in Bayreuth, Fürth und Würzburg. 
Sie war zuständig für alle Autobahnen im nordbayerischen Raum, bestehend aus den fränkischen Regierungsbezirken Ober-, Mittel- und Unterfranken sowie Teilen der Oberpfalz und Oberbayerns. Insgesamt betreuen die 14 Autobahnmeistereien der Autobahndirektionen Nordbayern ein Netz mit einer Länge von 1.316 Kilometern mit 3.200 Verkehrsbauwerken. Baulastträger ist jedoch der Bund, welcher den Ländern die Finanzmittel zukommen lässt. Seit dem 1. Januar 2006 bis zum 31. Dezember 2016 war der Autobahndirektion Nordbayern die Landesbaudirektion unterstellt.
Zum 1. Januar 2021 wurde die aus der Autobahndirektion Nordbayern die Niederlassung Nordbayern der Autobahn des Bundes GmbH.

## Organisation
Die Behörde gliederte sich in folgende Bereiche:
- Behördenleitung, Präsident, Stabsstelle / Pressestelle
- Abteilung 1: Zentrale Angelegenheiten
- Abteilung 2: Recht und Verwaltungsmanagement
- Abteilung 3: Betrieb, Verkehr
- Abteilung 4: Planung, Bau
- Abteilung 5: Brücken, Ingenieurbau

Außenstellen gab es in Bayreuth, Fürth und Würzburg.
Es existieren 21 Autobahnmeistereien: Hirschaid, Münchberg, Plauen, Rehau, Thurnau, Trockau, Windischeschenbach, Erlangen, Greding, Fischbach, Herrieden, Lauterhofen, Neumarkt, Schwandorf, Erbshausen, Hösbach, Kist, Knetzgau, Neusitz, Oberthulba, Geiselwind A3 Nordbayern Services GmbH.
Präsident war Reinhard Pirner. Die Schwesterbehörde war die Autobahndirektion Südbayern mit Hauptsitz in München.